# Hans Laurids Sørensen
Hans Laurids Sørensen (Kirke Hvalsø, 1901. augusztus 13. – Besser, 1974. november 14.) olimpiai ezüstérmes dán tornász.
Az 1920. évi nyári olimpiai játékokon indult tornában és a svéd rendszerű csapat összetettben ezüstérmes lett.
Klubcsapata a DDS&G's Hold volt.